# 87 (tal)
87 (syvogfirs, på checks også ottisyv) er det naturlige tal som kommer efter 86 og efterfølges af 88.

## Inden for videnskab
- 87 Sylvia, asteroide
- M87, elliptisk galakse i Jomfruen, Messiers katalog

## Eksterne links
- Wikimedia Commons har flere filer relateret til 87 (tal)